# Albicostella
Albicostella — рід цикадок із ряду клопів.

## Опис
Цикадки розміром 5—6 мм. Тім'я поперечне. Стрункі і помірно стрункі, з тупокутно-закругленою головою, що виступає вперед. Перехід обличчя в тім'я закруглений. У СРСР 2 види.

## Види
- Albicostella marginata Em.
- Albicostella deminuata Anufr.